# Ozodicera (Dihexaclonus) effecta
Ozodicera (Dihexaclonus) effecta is een tweevleugelige uit de familie langpootmuggen (Tipulidae). De soort komt voor in het Neotropisch gebied.